# حرب مغول الهند والصفويين (1649–1653)
نشبت الحرب المغولية الصفوية منذ عام 1649 حتى 1653 بين إمبراطوريتي المغول والصفويين في أراضي أفغانستان الحديثة. بينما كان المغول في حالة حرب مع خانية بخارى، استولى الجيش الصفوي على مدينة قندهار المحصنة والمدن الاستراتيجية الأخرى التي سيطرت على المنطقة. حاول المغول استعادة المدينة، إلا أن جهودهم لم تكلل بالنجاح.

## الخلفية
كان لدى الصفويين مطالب إقليمية على قندهار منذ حكم طهماسب الأول. من المعروف أن الإطاحة بهمايون، الإمبراطور المغولي، كانت قد نالت دعم طهماسب الأول مقابل إذنه بالسماح للصفويين بالاستيلاء على قندهار. في وقت لاحق، وقعت الصراعات في المنطقة خلال عهد إمبراطور مغولي آخر، جهانجير.
منذ عام 1638، حين قام المرتد الكردي علي مردان خان بتسليم قندهار إلى شهاب الدين شاهجهان، كانت كل من كابول وقندهار تحت سيطرة المغول. كان من الضروري بالنسبة لإمبراطورية المغول إخضاع «البوابات-المدن» التوأم إلى هندوستان، أي كابول وقندهار، لحكم المغول لسببين رئيسيين. أولًا، غالبًا ما كان يُنظر إلى مملكة المغول في الهند كتعويض صغير مؤلم عن فقدان وطنهم –سمرقند- الذي كانوا قد طردوا منه من قبل الأوزبك. بعيدًا عن الأجندات الإدارية الداخلية، أبقى المغول دائمًا على أولوية توسيع الحدود الغربية للإمبراطورية في شعور «حروب الاستعادة». ثانيًا، وفرت التجارة في آسيا الوسطى للمغول خيول الحرب التي بدونها لن تكون القوات العسكرية عاجزة فحسب، بل من المحتمل أيضًا أن تؤدي إلى اندلاع ثورات قبلية وغزوات أجنبية. كانت قندهار على وجه الخصوص على مفترق طرق عدد من طرق التجارة التجارية الرئيسية في آسيا الوسطى. وهكذا كانت المدينتان موضع قلق استراتيجي عميق.
في فبراير 1646، أرسل شهاب الدين شاهجان جيشًا قوامه 60 ألف مقاتل إلى كابول، ومن ثم إلى بدخشان وبلخ، تحت قيادة ابنه مراد باكش. جرى ذلك دعمًا لنصر محمد ونجله عبد العزيز ضد حاكم بلخ توقاي تيموريد. وعلى الرغم من ذلك، خان نزار محمد وعبد العزيز المغول بعد انتهاء الحملة، وفروا إلى أصفهان. كانت الحملة التالية ضدهم بقيادة أورانجزيب عام 1647، وكلفت إمبراطورية المغول 20 مليون روبية إضافة إلى بلخ وبدخشان اللتين كانتا قد أضيفتا مؤخرًا.
في عام 1639، استولت جيوش الشاه صافي الصفوي على باميان وبدا أنها ستهاجم قندهار أولًا. دخل شهاب الدين شاهجان، بمساعدة كرمران خان ومالك مغدود، قندهار وتفاوض على استسلام القائد الفارسي، علي مردان خان، في عام 1638. توقع شهاب الدين شاهجان أن يحاول الفرس استعادة المدينة في وقت قريب ولذلك أمر بإصلاح الجدار بسرعة في حين تولى حماية المنطقة جيش مغولي ضخم تمركز في كابول. حين لم يقع أي هجوم فارسي، أرسل الإمبراطور ابنه في عام 1646، لغزو بدخشان التي كانت تحت سيطرة الأوزبك. في العام التالي هزم ابنه الآخر، أورنجزيب، القوة الأوزبكية خارج بلخ واستولى على المدينة. على الرغم من انتصارهم في الميدان، لم يتمكن المغول من تأمين الأراضي المحتلة واضطر شهاب الدين شاهجان لاستدعاء جيوشه من بدخشان.

## الحرب
بتشجيع من الانقلاب المغولي في بدخشان، قاد الشاه عباس الثاني جيشًا قوامه 40 ألف مقاتل من أصفهان في صيف عام 1648. بعد الاستيلاء على بوست، فرض حصارًا قصيرًا على قندهار واستولى عليها بسهولة في 22 فبراير 1649. أفضت كارثة حملة بلخ إلى إضعاف كبير لموقف المغول على الحدود. تشّكل قصر مدة حصار قندهار –شهرين- دليلًا على ضعف المغول في أفغانستان. حاول المغول استعادة المدينة عام 1651 إلى أن قدوم الشتاء أجبرهم على فك الحصار.